# Courrier diplomatique (film, 1952)
Pour plus de détails, voir Fiche technique et Distribution.
Courrier diplomatique (Diplomatic Courier) est un film d'espionnage américain réalisé par Henry Hathaway, sorti en 1952.

## Synopsis
Durant la guerre froide, Mike Kells, qui travaille à l'acheminement de courriers diplomatiques pour le gouvernement américain, est envoyé à Salzbourg où son vieil ami Sam Carew doit lui remettre un document top secret. Mais ce dernier est assassiné avant la remise du document et Mike Kells se rend dans la zone sensible de Trieste, où il compte bien venger la mort de son ami.

## Fiche technique
- Titre original : Diplomatic Courier
- Titre français : Courrier diplomatique
- Réalisation : Henry Hathaway, assisté de Gerd Oswald (non crédité)
- Scénario : Casey Robinson, Liam O'Brien (en), d'après le roman Sinister Errand publié en 1945 par Peter Cheyney
- Direction artistique : Lyle Wheeler, John DeCuir
- Décors : Thomas Little, Stuart Reiss
- Costumes : Elois Jenssen
- Photographie : Lucien Ballard
- Son : W. D. Flick, Roger Heman
- Montage : James B. Clark
- Musique : Sol Kaplan
- Production : Casey Robinson
- Société de production : Twentieth Century-Fox Film Corporation
- Pays de production :  États-Unis
- Langue originale : anglais
- Format : noir et blanc — 35 mm — 1,37:1 — son Mono (Western Electric Recording)
- Genre : espionnage
- Durée : 97 minutes
- Dates de sortie :
  - États-Unis : 13 juin 1952
  - France : 13 février 1953

## Distribution
- Tyrone Power (VF : Roger Rudel) : Mike Kells
- Patricia Neal (VF : Françoise Gaudray) : Joan Ross
- Stephen McNally (VF : Claude Bertrand) : Colonel Mark Cagle
- Hildegarde Neff (VF : Aline Bertrand) : Janine Betke
- Karl Malden (VF : Jean Clarieux) : Sergent Ernie (Horace en VF) Guelvada
- James Millican : Sam Carew
- Stefan Schnabel (VF : Louis de Funès) : Rasumny Platov
- Arthur Blake : Maximillian
- Helene Stanley : l'hôtesse de l'air
- Herbert Berghof : Arnov
- Lee Marvin (VF : Michel André) : le sergent de la police militaire
- Stuart Randall (VF : Pierre Leproux) : Butrick (Patrick en VF)
- Carleton Young (VF : Lucien Bryonne) : Loupe
- Tom Powers (VF : Paul Amiot) : Cherney (Chenry en VF)
- Alfred Linder : Cherenko
- Ludwig Stossel (VF : Jacques Ferréol) : l'horloger
- Michael Ansara (VF : Jean Violette) : Ivan
- Charles Bronson : un tueur
- Hugh Marlowe (VF : Roger Tréville) : le narrateur